# 物理学进展报告
《物理学进展报告》（英語：Reports on Progress in Physics），是一份由英国物理学会出版社出版的物理学综述期刊，实行同行评审，每月出刊。